# Prime (typographie)
Cette page contient des caractères spéciaux ou non latins. S’ils s’affichent mal (▯, ?, etc.), consultez la page d’aide Unicode.
Pour les articles homonymes, voir prime.
Le terme prime désigne le plus souvent le symbole ′ en typographie. Ce symbole étant facile à reproduire, il est donc facile d’en dériver le double prime ″, par exemple. De plus, il est possible d’orienter vers la gauche le symbole, tout comme de le mettre en haut ou en bas d’une ligne. Les tableaux qui suivent donnent une liste de tels symboles.

## Utilisation

Prime, double prime et triple prime

### Orthographe
La lettre modificative prime ‹ ʹ ›, ou alternativement la lettre modificative accent aigu ‹ ˊ › ou le symbole ASCII accent aigu ‹ ´ ›, est utilisé dans l’écriture du same skolt pour indiquer la palatalisation d’un groupe disyllabique portant l’accent tonique et est placée entre la voyelle et la consonne de ce groupe dans l’orthographe, par exemple ‹ mââʹnn › [mɐːnːʲ] « œuf » ; dans certains mots la consonne est omise, par exemple ‹ jeeʹel › [ jeːʲel] « lichen ».
Le signe numéral grec ‹ ʹ › est identique ou similaire au signe prime ; il est utilisé dans la numération alphabétique grecque après la lettre représentant un chiffre, par exemple αʹ, βʹ, γʹ, etc. pour 1, 2, 3, etc. Le caractère Unicode du signe numéral grec (U+0374) est replacé par le caractère lettre modificative prime (U+02B9) lorsqu’il y a normalisation Unicode.

### Translittération
La lettre modificative prime ‹ ʹ › est utilisée pour translittérer le signe mou ‹ ь › de l’écriture cyrillique avec l’écriture latine, et la lettre modificative double prime ‹ ʺ › est utilisé pour translittérer le signe dur ‹ ъ ›, tel que défini dans le système ISO 9, la romanisation ALA-LC ou la romanisation BGN/PCGN.

### Géographie
En géographie le signe prime « ′ » est utilisé pour indiquer les minutes d’arc dans des coordonnées géographiques. Les degrés étant notés avec le symbole degré « ° » et les secondes avec double prime « ″ », par exemple « 49° 30′ 00″ » (49 degrés 30 minutes zéro seconde).

### Mathématiques
En mathématiques, le signe prime « ′ » est utilisé dans plusieurs contextes ; très couramment, il exprime la dérivée d’une fonction. De même, le double prime « ″ » et le triple prime « ‴ » indiquent respectivement les dérivées seconde et troisième. Exemple : {\displaystyle f'\,} (que l'on prononce « f prime ») est la fonction dérivée de la fonction {\displaystyle f\,} ; {\displaystyle f''\,} (dérivée de {\displaystyle f'\,}) et {\displaystyle f'''\,} (dérivée de {\displaystyle f''\,}) se prononcent respectivement « f seconde » et « f tierce ».
Il sert également à désigner le dual topologique {\displaystyle E'\,} d’un espace vectoriel topologique {\displaystyle E\,}.
Il est enfin parfois simplement utilisé pour nommer un objet quelconque {\displaystyle x'} similaire mais distinct de {\displaystyle x}.

### LaTeX
En LaTeX, les caractères U+2032 (prime), U+2033 (double prime) et U+2034 (triple prime) sont accessibles respectivement par les commandes $'$, $''$ et $'''$ (apostrophe droite unique, doublée et triplée, en mode mathématique).

## Codage informatique
| nom | glyphe | Unicode       | entité HTML |
| --- | ------ | ------------- | ----------- |
| lettre modificative prime                                                                                 | OoʹOo  | U+02B9 = 697  |             |
| lettre modificative seconde                                                                               | OoʺOo  | U+02BA = 698  |             |
| signe numéral grec dexia kéraia (compatibilité) (canoniquement équivalent à la lettre modificative prime) | OoʹOo  | U+0374 = 884  |             |
| prime | Oo′Oo  | U+2032 = 8242 | &prime;     |
| double prime                                                                                              | Oo″Oo  | U+2033 = 8243 | &Prime;     |
| triple prime                                                                                              | Oo‴Oo  | U+2034 = 8244 |             |
| prime réfléchi                                                                                            | Oo‵Oo  | U+2035 = 8245 |             |
| double prime réfléchi                                                                                     | Oo‶Oo  | U+2036 = 8246 |             |
| triple prime réfléchi                                                                                     | Oo‷Oo  | U+2037 = 8247 |             |
| quadruple prime                                                                                           | Oo⁗Oo  | U+2057 = 8279 |             |

### Autres symboles d'aspect proche
| nom                                                   | glyphe | Unicode       | Windows-1252 | MacRoman   | entité HTML |
| ----------------------------------------------------- | ------ | ------------- | ------------ | ---------- | ----------- |
| guillemet anglais droit                               | Oo"Oo  | U+0022 = 34   | 0x22 = 34    | 0x22 = 34  | &quot;      |
| apostrophe droite                                     | Oo'Oo  | U+0027 = 39   | 0x27 = 39    | 0x27 = 39  |             |
| virgule                                               | Oo,Oo  | U+002C = 44   | 0x2C = 44    | 0x2C = 44  |             |
| symbole accent grave (avec chasse)                    | Oo`Oo  | U+0060 = 96   | 0x60 = 96    | 0x60 = 96  |             |
| symbole accent aigu (avec chasse)                     | Oo´Oo  | U+00B4 = 180  | 0xB4 = 180   | 0xAB = 171 | &acute;     |
| lettre modificative virgule culbutée                  | OoʻOo  | U+02BB = 699  |              |            |             |
| lettre modificative apostrophe                        | OoʼOo  | U+02BC = 700  |              |            |             |
| lettre modificative virgule réfléchie                 | OoʽOo  | U+02BD = 701  |              |            |             |
| signe numéral grec souscrit astéri kéraia             | Oo͵Oo  | U+0375 = 885  |              |            |             |
| accent aigu (tonos) grec (avec chasse)                | Oo΄Oo  | U+0382 = 898  |              |            |             |
| guillemet anglais simple ouvrant                      | Oo‘Oo  | U+2018 = 8216 | 0x91 = 145   | 0xD4 = 212 | &lsquo;     |
| guillemet anglais simple fermant ou apostrophe courbe | Oo’Oo  | U+2019 = 8217 | 0x92 = 146   | 0xD5 = 213 | &rsquo;     |
| guillemet-virgule inférieur                           | Oo‚Oo  | U+201A = 8218 | 0x82 = 130   | 0xE2 = 226 | &sbquo;     |
| guillemet-virgule supérieur culbuté                   | Oo‛Oo  | U+201B = 8219 |              |            |             |
| guillemet anglais double ouvrant                      | Oo“Oo  | U+201C = 8220 | 0x93 = 147   | 0xD2 = 210 | &ldquo;     |
| guillemet anglais double fermant                      | Oo”Oo  | U+201D = 8221 | 0x94 = 148   | 0xD3 = 211 | &rdquo;     |
| guillemet-virgule double inférieur                    | Oo„Oo  | U+201E = 8222 | 0x84 = 132   | 0xE3 = 227 | &bdquo;     |
| guillemet-virgule double supérieur culbuté            | Oo‟Oo  | U+201F = 8223 |              |            |             |

Note : Les codes ASCII (0 à 127) et ISO/CEI 8859-1 (0 à 255) sont identiques à Unicode.